# Екатеринбургский трамвай
Екатеринбургский трамвай — система трамвайного движения в Екатеринбурге. Третья по величине трамвайная система в России (после Москвы и Санкт-Петербурга).
Имеет 19 конечных станций, 3 депо, развитую маршрутную сеть (23 маршрута), эксплуатируется 448 пассажирских вагонов. Примерно половина трамвайных путей проходит по обособленным участкам. Система охватывает значительную часть районов города. Второй по распространённости вид транспорта в городе после коммерческих малых автобусов.
Стоимость проезда за наличный и безналичный расчёт с февраля 2023 года составляет 33 рубля, при использовании системы «Екарта» используются пониженные тарифы. Также с 2024 года существует возможность оплатить проезд по QR-коду СБП.
Существует возможность отслеживать местонахождение трамваев через интернет на сайте ЕТТУ (для компьютеров, для мобильных) а также на сайтах Bustime, Маршрут Екатеринбург и мобильном приложении Екатеринбург Транспорт.
Трамвайная система Екатеринбурга обслуживается и управляется муниципальным предприятием ЕМУП «Гортранс».

## История

### Дореволюционный период
- 1896 — в Городской думе впервые обсуждается вопрос о постройке трамвая в Екатеринбурге.
- 1899 — 12 июля — Городская дума утвердила технические условия строительства трамвая. После этого десять лет идея постройки трамвая в городе не реализовывалась.
- 1910 — новая попытка устройства электротранспорта в Екатеринбурге (также не увенчалась успехом).
- 1916 — определены направления прокладки трамвайных линий.

### Советский период (до 1941 года)
- 1927 — апрель — вопрос о постройке трамвая ставится на заседании Свердловского исполкома. При подготовке проекта были использованы разработки 1916 года и технические условия 1899 года.
- 1928 — Московский государственный электротехнический трест за несколько месяцев составил и защитил эскизный и детальный проекты строительства трамвая.
- 1928 — август — утверждение окончательного проекта линий и сроков строительства.
- 1929 — строительство (с мая) и пуск 7 ноября первой трамвайной линии вокзал — площадь Горсовета (Цыганская площадь), по улицам Я. Свердлова, Дзержинского, Толмачёва, Ленина, 8 Марта и 3-й Загородной (Фрунзе), общей протяжённостью 12 километров (начальник стройки инженер Н. Егоров, заведующий горкомхозом А. Перевалов). Начато строительство первого трамвайного депо. Получено из Мытищ 10 моторных вагонов серии Х. Оборудована первая подстанция мощностью 600 кВт в здании электростанции «Луч» (ул. Горького, 43). В 10 часов утра на площади Горсовета (ныне — Южное трамвайное депо) в полукольце трамвайных вагонов состоялся митинг с участием председателя горсовета Бычковой, которая выступала главным инициатором организации трамвайного движения в городе. Затем один за другим 10 вагонов двинулись по улицам города, приветствуемые жителями. На всем пути следования трамваев их встречали искренним ликованием. Регулярное движение началось 9 ноября. Средняя скорость движения была 13,5 километров в час, время в пути — 30 минут, промежуточных отановок — 14, весь путь поделен на 5 «полустанций», проезд стоил на одну станцию — 10 копеек, полторы — 15, две — 20, до конца линии — 25 копеек. Время работы с 6.20 утра до 1 часу ночи. Уже к концу 1929 трамваем было перевезено свыше 1 миллиона пассажиров.
- 1930 — строительство и пуск 15 июля трамвайной линии пл. 1905 года — ВИЗ. Движение открывали 8 вагонов. Организован маршрут № 2 «ВИЗ — Вокзал» (первые месяцы до пл. 1905 г.). Строительство трамвайной линии от ул. Толмачёва до площади М. Горького (пл. Обороны). Пуск планировался 7 ноября, но был отложен, первое испытание по новой линии проведено 27 декабря[8]. 28 мая из Мытищ получены 9 моторных вагонов серии Х.
- 1931 — пуск 7 января трамвайной линии до площади М. Горького[9]. Организованы маршруты № 3 «ВИЗ — пл. М. Горького» и № 4 «Пл. Горсовета — пл. М. Горького». Строительство и пуск 1 августа однопутной трамвайной линии Вокзал — Уралмашинострой (УЗТМ) и маршрута № 5[10]. Прокладку трамвайной ветки до площади Уралмаша вела Пермская железная дорога. Линия была однопутной, с разъездом в районе остановки «Третий километр». Благодаря отсутствию светофоров достигалась коммерческая скорость 30 км/час. Строительство и пуск 7 ноября трамвайной линии во Втузгородок[11]. Пущен по новому пути маршрут № 4 «Пл. Горсовета — Втузгородок». Организованы новые маршруты: № 6 «пл. М. Горького — Пл. 1905 года» (так как нужного поворота на вокзал ещё не существовало), № 7 «ВИЗ — Втузгородок». Общая протяжённость пути к концу года — 38,8 км. С Мытищинского завода получено 25 моторных вагонов серии Х и прицепных серии М. УЗТМ приобрёл и передал СГЖД 5 коломенских четырёхосных моторных вагонов серии КМ и 10 четырёхосных прицепных вагонов серии КП (трёхвагонные поезда на маршруте № 5). Началось строительство вагоноремонтных мастерских (ВРМ).
- 1932 — продлена линия от пл. Обороны до Ленинской фабрики[12]. Два вагона серии Х передано городу Челябинску, где открылось трамвайное движение. Из Ленинграда было получено 2 двухосных моторных вагона серии МС. С Мытищинского завода получено 12 моторных вагонов серии Х. В апреле приняты «Правила уличного и дорожного движения по городу Свердловску». Организовано грузовое трамвайное движение. Получено 3 электровоза Подольского завода и 8 прицепных грузовых платформ. Маршруты: № 1 «Пл. Горсовета — вокзал», протяжённость 6,2 км, время в пути 25 мин., выход из парка первого вагона в 5:00 — возвращение последнего — 2:50 час; № 2 «ВИЗ — вокзал», 5,8 км, 23 мин., 4:50 — 2:43, № 3 «ВИЗ — Ленинская фабрика», 7,0, 25, 4:55 — 2:05; № 4 «Пл. Горсовета — Втузгородок», 8,3, 34, 5:15 — 2:40; № 5 «Вокзал — Уралмашинострой», 6,4 ,26, 5:05 — 2:00, № 6 «Хлебная пл. (кольцо на месте нынешнего цирка) — Ленинская фабрика», 4,1, 17, 5:20 — 2:20; № 7 «ВИЗ — Втузгородок», 7,1, 28, 4:44 — 2:05; № 8 «Хлебная пл. — вокзал», 4,3, 18,5, 5:30 — 2:30.[12]
- 1933 — построен второй путь на УЗТМ, что позволило перевести маршрут № 8 на линию «Втузгородок — УЗТМ» и продлить маршруты № 2 «ВИЗ — УЗТМ» и № 5 «УЗТМ — Пл. Горсовета». Получено 40 прицепных двухосных вагонов серии М Мытищинского завода. Силами ВРМ построено 2 снегоочистителя. Пущена подстанция № 2.
- 1934 — продлена линия от ул. 3-й Загородной (Фрунзе) до ул. 4-й Загородной (Щорса). Получено из Мытищ 12 моторных и 14 прицепных вагонов. Построены к 6 ноября однопутное кольцо к ПКиО и однопутная линия по ул. Куйбышева. Осенью построены повороты с улиц Луначарского и Толмачёва в сторону Втузгородка[13]. Ввод новых путей дал возможность организовать новые маршруты. С 6 ноября установлены маршруты: № 1 «Вокзал — 4-я Загородная», 4 поезда, интервал 14 мин. днём, 17 мин. вечером; № 2 «ВИЗ — УЗТМ», 7 поездов, интервал 13 мин. днём, 15 мин. вечером, № 3 «Пл. М. Горького — ВИЗ», 5, 11, 12; № 4 «4-я Загородная — Втузгородок», 5, 13, 12; № 5 «4-я Загородная — УЗТМ», 7 ,15, 15, № 6 «Парк КиО — Вокзал», 6?, 13 19; № 7 «ВИЗ — Втузгородок», 4, 14, 14; № 8 «УЗТМ — Втузгородок», 6, 17, 17; № 9 «4-я Загородная — ВИЗ», 4, 14, 17 и кольцевой маршрут «А»: ул. Ленина — ул. Луначарского — ул. Куйбышева — ул. 8 Марта, 3 поезда, интервал 7 мин. днём, 7 мин. вечером[14]. Летом появился специальный вагон-экспресс, который останавливался не на всех остановках, а проезд на нём стоил в 3 раза дороже. Пущена подстанция № 3. В 1934 году эксплуатационная скорость свердловского трамвая, по данным газеты «Уральский рабочий», была самой высокой в мире — 18 километров в час. Из-за недостатка электроэнергии приходилось ограничивать выпуск вагонов, но и выпущенные часто стояли, ожидая подключения единственной трамвайной подстанции к городской сети. Создана диспетчерская служба. Было решено изучить опыт ленинградских трамвайщиков, которые организовали движение по жёсткому графику. До этого регулярность поддерживалась довольно примитивным способом: водители запоминали места встреч вагонов своих маршрутов. Открылся маршрут № 10 «Щорса — Ленинская фабрика».
- 1935 — Верх-Исетский завод передал Свердловской городской железной дороге (СГЖД) подъездной железнодорожный путь на электростанцию, который шёл по ул. Заводской, затем дугой заворачивая на ул. Орджоникидзе (ныне — Татищева), после электрификации которого стало возможно организовать 7 ноября[15] движение на маршруте № 11 «ВИЗ — Электростанция», длиной 4 км, пущены 2 ленинградских вагона МС. Трамвай на кольцо у ВИЗа не заезжал, останавливаясь на отдельной платформе, кроме последнего рейса в депо. Долгое время этот путь рабочие вынуждены были проделывать пешком. На маршруте не существовало разворотных колец, поэтому его обслуживали вагоны серии МС, которые имели два поста управления — на передней и задней площадке. Для регулирования движения на этом участке существовала так называемая жезловая система: водитель имел право въезжать на однопутный перегон на остановке «Разъезд», только получив жезл от водителя, приехавшего на разъезд ранее. Общая продолжительность пути в городе составляла 58,3 км.

- 1936 — среди 25 городов России, участвовавших в социалистическом соревновании за лучший трамвай, Свердловск вышел на первое место по коммерческой скорости. В мае — смонтирована первая автовышка для ремонта контактной сети.
- 1937 — строительство и пуск 21 октября линии по ул. Челюскинцев от вокзала до Управления дороги. Маршрут № 1 стал курсировать до управления дороги (5 вагонов, интервал 12 мин.[16]), пущен маршрут № 12 — «ВТУЗгородок — вокзал». Кроме того, началась перевозка грузов с Макаровской мельницы на берегу городского пруда на хлебозавод во ВТУЗгородке. Из Мытищ получены последние 3 вагона серии Х. В апреле — налажена полноценная работа вагоноремонтных мастерских (ВРМ). В ноябре Свердловский трамвай по количеству подвижного состава находится на 14 месте среди городов СССР, по перевозкам пассажиров — на 12 месте, по длине путей — на 15 месте и по количеству рабочих — на 14 месте. За 8 лет существования Свердловской Городской Железной Дороги количество вагонов возросло до 136, длина пути — до 60 км, количество работающих на трамвае — до 1600 человек.
- 1938 — служба тяги была преобразована в службу подвижного состава с двумя подразделениями: трампарк с инвентарём подвижного состава и вагоноремонтные мастерские. Из всех коммунальных предприятий города трамвай приносил за 1938 год наибольший доход — 9,3 млн руб., перевезено на 1 километр пути — 9,5 млн пассажиров и 293 тыс. тонн грузов[17]
- 1939 — на базе вагона МС № 100 построен вагон — вышка для обслуживания контактной сети. В городе на 1 января 1939 действует 13 трамвайных маршрутов (А — по кольцу Куйбышева-8 Марта-Ленина-Луначарского, 1 — Щорса — Управление дороги, 2 — ВИЗ — УЗТМ, 3 — ВИЗ — Ленинская фабрика, 4 — Щорса — Втузгородок, 5 — Щорса — УЗТМ, 6 — вокзал — Ленинская ф-ка, 7 — ВИЗ — Втузгородок, 8 — Втузгородок — УЗТМ, 9 — Щорса — ВИЗ, 10 — Щорса — Ленинская ф-ка, 11 — ВИЗ — Электростанция, 12 — Втузгородок — вокзал), которые обслуживают 69 двухосных моторных вагонов серии Х, 55 двухосных прицепных серии М, 5 четырёхосных моторных серии КМ и 10 прицепных серии КП (маршрут № 5). Кроме этого имеется 3 электровоза, 1 грузовой, 1 спецвагон и 17 платформ. За 10 лет перевезено около 653 миллионов пассажиров. Свердловским трамвайщикам присуждено 3 место в соревновании коллективов трамвайных хозяйств РСФСР. Из городского бюджета выделено 404,6 тыс. руб. на капитальный ремонт пути, 162,4 — на капитальный ремонт вагонов и тележек и 180,0 — на приобретение моторов и контроллеров[17].
- 1940 — на балансе депо числятся 74 моторных, 65 прицепных вагонов, 2 электровоза, 2 снегоочистителя, 16 грузовых платформ. На 1 января 1940 кольцо у вокзала уже не работает, маршрут № 6 переведён на УЗТМ, а № 12 — закрыт. Позднее «шестёрка» направлена до управления дороги.

### Трамвай в годы Великой Отечественной войны
- 1941 — к началу войны на маршруты ежедневно выходило 123 трамвайных вагона на 11 маршрутов[18].
- 1942 — выпуск пассажирских вагонов резко сократился, отменены маршруты № 6, 8, 9, 10, А. В начале года трамвайное движение останавливалось на 2 дня. Трамваи начали перевозить раненых, заводскую продукцию, муку, молоко, топливо. В октябре 1942 из-за плохого состояния путей и вагонов, низкой квалификации работников, вместо плановых 120 вагонов на линии выходило 75-90[19].
- 1943 — в годы войны было построено 20 трамвайных подъездных путей к промышленным предприятиям, три новые трамвайные ветки. Катастрофически не хватало вагонов. Женщины и подростки не могли квалифицированно вести ремонт, да и запчастей очень недоставало. А вагоноремонтные мастерские занял завод, выпускавший снаряды. Было принято беспрецедентное решение: вывезти простаивавшие ходовые вагоны из блокадного Ленинграда[18]. С неимоверными трудностями, под бомбёжками и артобстрелами начальник технического отдела предприятия Алексей Николаевич Попов организовал доставку из окружённого города 60 пробитых пулями и осколками трамваев и запасных частей к ним с помощью ленинградских рабочих и солдат: получено 30 моторных и 30 прицепных вагонов дореволюционной постройки серии МВ / ПВ. Действует кольцо у вокзала. С мая 1943 часть вагонов на маршруте № 5 ходит от Щорса до вокзала — под номером 5-В («вокзальный»), 2-В — ВИЗ — вокзал и 13 — УЗТМ — вокзал, восстановлен А. Пущена подстанция № 4. Управление СГЖД преобразовано в СТТУ (Свердловское трамвайно-троллейбусное управление)
- 1944 — пуск 23 февраля[20] однопутной трамвайной линии до мясокомбината (планировавшийся к ноябрю 1942[21]), на неё переведён маршрут № 12 ул. Щорса — Мясокомбинат. Действуют маршруты А и Б[19].
- 1945 — маршруты 5-В и 2-В снова стали ходить на Уралмаш, а маршрут № 13 — закрыт.

### Советский период (с 1945 года)
- 1946 — в города области (Карпинск, Краснотурьинск, Каменск-Уральский) передано из СТТУ 6 вагонов серии МВ.
- 1947 — в марте открыт второй путь по ул. Куйбышева, вновь открыты маршруты № 6 — Управление дороги — Свердлова — Ленина — Луначарского — Куйбышева — 8 Марта — Ленина — Свердлова — Управление Дороги и № 10 — Щорса — Куйбышева — Луначарского — Ленина — Щорса, маршрут А — закрыт. Передано из СТТУ 10 вагонов серии МВ в трамвайные хозяйства Барнаула и Смоленска.
- 1948 — 25 октября трамвайный маршрут № 9 продлён до мясокомбината, а 12-й отменён. Построена к 22 ноября новая трамвайная линия в посёлок Эльмаш (кольцо у нынешнего Дворца культуры УЭТМ), линия открыта вечером 24 ноября[22], с 25 ноября на новую трамвайную линию направляется маршрут № 2 — ВИЗ — Эльмаш. Линия по Куйбышева закрыта, а вместе с ней 6 и 10 маршруты. Открывается новый маршрут № 10 — Эльмаш — Уралмаш.
- 1949 — 1 мая открыто движение на однопутной автономной трамвайной линии в посёлке станции Свердловск-Сортировочный (Сортировка), от улицы Чехова до почты с оборотом на улице Чехова на разворотном треугольнике. По линии запущен маршрут № 13. Строительство и пуск перед ноябрьскими праздниками, с началом «нормального» движения 12 ноября, однопутной трамвайной линии от ул. Модельщиков по пер. Токарей, ул. Листокатальщиков, Халтурина до Кушвинской, маршруту присвоен номер 13-А. Трамвайная линия на Эльмаше продлена до Молодёжного посёлка (ныне — кольцо «Эльмаш»), пуск — 14 ноября. Однопутная линия маршрута № 9 от Мясокомбината продлена 6 ноября до Вторчермета (Чкаловский район брал обязательства пустить к 1 мая!). В декабре, возможно, ненадолго открывали маршрут № 8. Конечная у 3 маршрута называется «ПКиО»[23]. По маршруту № 5 ходит трёхвагонный поезд Х/М/М[23]. Общая протяжённость трамвайных путей составила 76,2 км.
- 1950 — получены первые 4 четырёхосных цельнометаллических вагона МТВ-82 с Рижского вагоностроительного завода. В Ижевск из СТТУ отправлено 5 прицепных старых двухосных вагонов серии ПВ, взамен получено 5 четырёхосных прицепов КП. На конец года в городе 81 км путей и 173 вагона, перевезено 112,2 млн пассажиров[24]. Пущена подстанция № 5. Уложен первый автоматизированный стрелочный перевод (на узле Ленина — Луначарского). В октябре 1950 построен мост через реку Исеть, что обеспечило движение трамвая от ост. «Ремесленное училище» (ныне — Крылова) по ул. Д. Ибаррури, до Кушвинской, сюда продлён маршрут № 7 (Втузгородок — Кушвинская). Вновь открыто движение по улице Куйбышева, вновь здесь курсирует маршрут № 10 Ленинская фабрика (ПКиО) — ВИЗ.
- 1951 — получено 11 новых вагонов МТВ-82.
- 1953 — однопутная трамвайная линия на Сортировке продлена в сентябре до посёлка Семь ключей. В октябре вновь открыт маршрут № 8 «Уралмашзавод — Втузгородок». Общая протяжённость линий трамвая составила 83,1 км. В конце октября городе действует 11 трамвайных маршрутов: 1, 2, 3, 4, 5, 7, 8, 9, 10, 11, 13. Пущена подстанция № 7. В конце года открыт трамвайный маршрут № 6 «Управление Дороги — Свердлова — Ленина — Кушвинская» (мост по Челюскинцев ещё не открыт).
- 1954 — пущена подстанция № 8. По маршруту № 4 ходит трёхвагонный поезд Х/М/ПВ. Открыт маршрут № 12 — ВИЗ — УЗТМ.
- 1955 — строительство и пуск трамвайной линии по ул. Луначарского, от ул. Ленина (где построена кольцевая развязка), до ул. Челюскинцев, здесь стали курсировать маршрут № 8 — УЗТМ — Втузгородок и новый маршрут № 14 — Щорса — Эльмаш (по ул. Куйбышева, где до этого курсировал только маршрут № 10). На конец года в городе 88 км путей и 220 вагонов, перевезено 155,3 млн пассажиров[24]
- 1956 — на 1 января действуют 14 маршрутов: 1. Щорса — Управление дороги, 2. ВИЗ — Эльмаш, 3. Ленинская фабрика — Управление дороги, 4. Щорса — Втузгородок, 5. Щорса — УЗТМ, 6. Управление дороги — Кушвинская, 7. Кушвинская — Втузгородок, 8. УЗТМ — Втузгородок, 9. Вторчермет — ВИЗ, 10. Ленинская фабрика — ВИЗ, 11. ВИЗ — Электростанция, 12. ВИЗ — УЗТМ, 13. посёлок станции Сортировочной (автономная линия), 14. Щорса — Эльмаш. В течение года — строительство и пуск второго трамвайного пути на Вторчермет, туда продлён 1-й маршрут.
- 1957 — трамвайное кольцо с ул. Щорса перенесено на ул. Южная. Открыты новые трамвайные маршруты: № 15 Вторчермет — Втузгородок, № 16 Эльмаш — Втузгородок. Маршрут № 3 переведён к Управлению дороги. На маршруты № 2 и 5 выходят трёхвагонные поезда, причём на маршрут № 5 — поезда КМ-КП-КП. Из Риги получены 11 вагонов МТВ-82 , из Энгельса 5 троллейбусов МТБ-82, из Москвы 8 старых двухосных прицепных вагонов.
- 1958 — 15 ноября в 11:00 торжественно было открыто движение по новому мосту через железнодорожные пути в районе улицы Кушвинская. Был проложен один путь длиной 600 м. Маршрут № 6 продлён до Семи Ключей. Регулярное движение по мосту началось 16 ноября. 7-й по-прежнему ходит до Кушвинской, 13 — внутри пос. Сортировочного, на нём по-прежнему ходит вагон № 11 типа Х. Пуск к 41-й годовщине Октября вечером 5 ноября трамвайной линии на Шарташ, (маршруты № 4 — на Южную и 16 — на Эльмаш по ул. Ленина и Луначарского, 8 ходила уже по Свердлова). Из Чехословакии получены первые 13 вагонов серии Т2 (в трёхдверном варианте), из Риги получено 6 вагонов МТВ-82. Всего на 16 маршрутах ходят 256 вагонов.
- 1959 — Строительство и пуск 10 июня второго трамвайного пути по ул. Халтурина (от Крылова до Кушвинской, курсировали маршруты 6 «Управление дороги — Семь ключей» и 7 «Втузгородок — Кушвинская»), с начала августа 13-й маршрут продлён до Втузгородка. 23 марта открыт маршрут № 17 Эльмаш — Уралмаш. До сих пор здесь курсировали только добавочные вагоны. Кольцо на Втузгородке с 1 июня перенесено на ул. Студенческую. Из Чехословакии получено 7 вагонов Т2. Из Риги получено 16 вагонов МТВ-82, из Киева — 2 поезда, состоящих из цельнометаллических вагонов КТВ-55 / КТП-55 на пробную обкатку — вагоны пошли по 5-му маршруту[25] — моторный и прицепной вагоны, похожие на вагоны метро, принимали до 400 пассажиров. Обкатка первого началась 29 января, второй пошёл 12 сентября. Каждый поезд вмещает в 2 раза больше, чем мытищинский трамвай и в 1,5 раза больше, чем рижский. Москва передала 12 старых двухосных прицепных вагона, Ижевск — 2 моторных вагона серии — Х. Пущена подстанция № 11. Строительство трамвайной линии через новый мост (сданный в сентябре) по ул. Челюскинцев, с 4 ноября по ней стали ходить трамваи 1 (Вторчермет — Ленина — Челюскинцев — управление дороги — Луначарского — Ленина — Вторчермет), 3 (ЦПКиО — Свердлова — Управление дороги — Ленина — ЦПКиО, то есть обратно маршруту № 1), 6 (Семь ключей — упр.дороги — Свердлова — Ленина — Семь ключей), 12, 8 и 16 «поменялись улицами» (Луначарского и Свердлова), 7 пущена здесь позже, 13 — пущен «ВИЗ — Ленина — Шарташ», однако с 30 ноября там пошёл 18-й, 13-й вернули на прежний маршрут, 1 — перевели на Луначарского. Реконструирована пл. Коммунаров и теперь трамваи с ВИЗа объезжают сквер с северной стороны, а не едут наискосок площади. С декабря 1959 на 5 маршруте 3-вагонные поезда, общее количество вагонов до 41. Начался постепенный переход на бескондукторное обслуживание пассажиров. Часть вагонов ходит с табличками «Добавочный». Действует диспетчерская на остановке «Крылова». Остановка Кузнецова называется «Центральная», «Дружининская» — «Дортехшкола». Трамваям из-за нехватки мощностей существующего депо приходится отстаиваться на улицах Фрунзе и 8 Марта, а также на конечных остановках. Сдана в эксплуатацию 29 декабря первая очередь Северного трамвайного депо — оно было выстроено по новому типовому проекту на 100 вагономест на огромной по тем временам территории — 66 тысяч квадратных метров. Первым директором депо был назначен А. П. Бельков, бывший начальник технического отдела вагоноремонтных мастерских. Въезд и выезд из депо находились со стороны проспекта Космонавтов, что осложняло работу в целом.
- 1960 — реконструировано трамвайное кольцо на ВИЗе, линия по Красноуральской открыта чуть позже. Центральные остановки: Площадь имени 1905 года, Ленина-Толмачёва, Ленина-Луначарского — перегружены, они достигли уже максимума пропускной способности. Так, например, Ленина-Толмачёва пропускает 95000 человек/день, а поезда со стороны Плотины приходят каждую минуту. Поступил роторный снегоочиститель РГС-3 постройки Горьковского завода. Всего в городе 8 трамвайных снегоочистителей. Из Ленинграда получен вагон-рельсотранспортёр РТ-25. Трамвайный парк состоит из 79 моторных двухосных вагонов, из них 75 серии Х, 4 серии — МВ. 149 моторных четырёхосных, из них 109 серии МТВ-82, 5 — серии КМ, 2 — серии КТВ-55, 33 — серии Т2 (вагоны этой серии стали поступать в двухдверном варианте). Прицепных вагонов 99, из них 79 серии М, 3 — серии ПВ, 15 — серии КП, 2 — серии КТП-55. Трамваем перевезено 198 млн. пассажиров, а на 1961 год запланировано перевезти 200 млн.[26].
- 1961 — в город начали поступать новые трамвайные вагоны серии РВЗ-6 Рижского завода, 10-й маршрут в начале года продлён до Кушвинской.
- 1962 — построен второй путь на Сортировке от ул. Кушвинской до остановки «Почта». Оборудовано трамвайное кольцо вместо тупика на Электростанции. В город поступила последняя партия вагонов Т2 всего с 1958 по 1962 год в город поступило 67 таких вагонов. Пущена подстанция № 13.
- 1963 — строительство и пуск новой линии на Уралмаше по улицам Машиностроителей — Донбасская — Бакинских Комиссаров до кольца на углу с ул. Победы (маршрут № 19). Для подачи вагонов на эту линию через площадь Первой Пятилетки проложена временная ветка. Открыт трамвайный маршрут № 20 «ЦПКиО — Шарташ», вновь открыт после перерыва старый маршрут № 7 («Втузгородок (Студенческая) — Кушвинская»), однако уже к лету его перевели на Эльмаш. В конце года в город прибыло 19 первых вагонов Т3 из Чехословакии. Пуск подстанций № 10, № 12, № 14, № 15.
- 1964 — началась эксплуатация новых чехословацких вагонов серии Т3. Трамвайная линия на Уралмаше продлена по ул. Победы и Кузнецова. По новой линии стали ходить трамваи маршрутов № 8 и № 19 (№ 17-й пошёл только с 1966 — по маршруту «Эльмаш — Машиностроителей», а 19-й в 1965 ходил до кольца на углу улиц Победы и Бакинских комиссаров, в 1966 — «Эльмаш — УЗТМ», а с середины 1966 — уже «УЗТМ — Машиностроителей»). Проложен второй путь на Сортировке от остановки «Почта» до посёлка Семь Ключей. Построен новый автомобильно-трамвайный мост через реку Исеть по ул. Бебеля (трамваи вместо ул. Долорес Ибаррури пошли по ул. Кирова). На ВРМ созданы первые 4 двухвагонных поезда состоящих из вагонов МТВ-82. Списан последний вагон дореволюционной постройки серии МВ.
- 1965 — протяжённость трамвайных путей в городе 128,9 км. В город поступило 20 новых трамваев Т3. Пуск подстанций № 16, № 17, № 18. Летом трамвайный маршрут № 10 продлён от Кушвинской до Семи ключей, депо у остановки «Почта» закрыто.
- 1966 — действуют 20 трамвайных маршрутов со временем прохождения туда и обратно: 1. ВТЧМ — пл. 1905 Года — Московская — Управление дороги — Луначарского — пл. 1905 Года — Вторчермет — 89 мин., 2. ВИЗ — Эльмаш — 105 мин., 3. ЦПКиО — Свердлова — Управление дороги — Московская — Ленина — ЦПКиО — 56 мин., 4. Южная — Шарташ — 86 мин., 5. УЗТМ — Южная — 103 мин., 6. Семь Ключей — Московская — Управление дороги — Свердлова — Ленина — Семь Ключей — 85 мин., 7. Кушвинская — Управление дороги — Эльмаш — 105 мин., 8. Машиностроителей — Втузгородок — 122 мин., 9. ВИЗ — ВТЧМ — 87 мин., 10. ЦПКиО — Семь Ключей — 110 мин., 11. ВИЗ — Электростанция — 40 мин., 12. ВИЗ — УЗТМ — 77 мин., 13. Семь Ключей — ВТУЗгородок — 113 мин., 14. Эльмаш — ВТЧМ — 131 мин., 15. ВТЧМ — Втузгородок — 104 мин., 16. Шарташ — Эльмаш, 17. Машиностроителей — Эльмаш — 90 мин., 18. ВИЗ — Шарташ — 76 мин., 19. УЗТМ — Машиностроителей — 55 мин., 20. ЦПКиО — Шарташ — 61 мин. В город поступило 10 новых трамваев Т3 и 28 подержанных старых прицепных двухосных вагонов серии «С» из Москвы.
- 1967 — 14 марта 1967 СТТУ приказом половину вагонов на маршруте № 3 пускает в обратном направлении (от ЦПКиО по улицам Ленина, Челюскинцев, Свердлова, Толмачёва), выделяя их как № 3 (позже 3-а) «красный» (с 1969 маршрут стал 21-м), маршрут № 6, ходивший как раз по этому кольцу, где теперь стал ходить 3 «красный», переведён на кольцо улиц Ленина, Луначарского, железнодорожный вокзал, Свердлова, Толмачёва, Ленина и т. д., и сокращён до Кушвинской, а маршрут № 7, наоборот, продлён до Семи Ключей. Получены из Чехословакии первые 5 сочленённых шестиосных вагонов К2 (всего затем их было 20), кроме этого получено ещё 10 вагонов Т3. Началось списание старых трамвайных вагонов серии Х с прицепами М и С. В 1963—1967 годах в город поступило 74 вагона Т3. Освоена эксплуатация вагонов Т3 по системе многих единиц.
- 1968 — все 14 вагонов РВЗ-6 переданы в Новосибирск, взамен из Новосибирска получены 15 подержанных вагонов МТВ-82, из Чехословакии получено 10 вагонов К2[27]. Пущена подстанция № 20.
- 1969 — открыт кольцевой трамвайный маршрут № 21 ЦПКиО — Управление дороги (вместо маршрута № 3-а «красный»). Получено 5 вагонов К2 из Чехословакии, 22 бывших в эксплуатации вагона МТВ-82 из Уфы. 25 троллейбусов ЗИУ-5.
- 1970 — вступает в строй вторая очередь Северного трамвайного депо. Начали поступать из Чехословакии вагоны Т3 новой модификации. Вагоны Т3 стали эксплуатироваться в Северном депо. Пущена подстанция № 9. Положено начало телемеханизации и автоматизации подстанций. К 100-летию В. И. Ленина была смонтирована телеустановка БТЦ на подстанции № 20. В мае — проведена кампания по увеличению эксплуатационной скорости электротранспорта. Отменено 15 трамвайных остановок.
- 1971 — открыто трамвайное движение по ул. Уральской — согласно приказу СТТУ, сюда планировалось направить маршруты: № 6 (вместо Луначарского), № 8 (в одном направлении от ВТУЗгородка), № 21 (ВТУЗгородок — Уральская — вокзал — Московская — Ленина — ВТУЗгородок), № 22 ул. Машиностроителей — УПИ (обратно 8-ке). Однако фактически при открытии линии 3 марта стал курсировать маршрут № 16 (Шарташ — Эльмаш, вместо улиц Ленина и Я. Свердлова), газеты также сообщают, что на остановках висят указатели маршрутов № 8, 21, 22 которые пойдут к концу месяца. Маршрут № 22 пущен 30 марта 1971. 1 июня пущен 23-й маршрут. К этому времени маршрутов № 8 и № 21 уже не было на Уральской. Отставлены от пассажирской работы и переведены в спецсостав вагоны серии КМ. В Южном трамвайном депо (ЮТД) списаны последние вагоны серии Х. Пассажирский подвижной состав Южного депо состоит лишь из вагонов Чехословацкого производства серий Т2, К2 и Т3. В Северное трамвайное депо были переданы из г. Смоленска, г. Воронежа и г. Осинники 20 старых вагонов МТВ-82. 10 из них переоборудованы в прицепные. Всего в 1964—1972 силами ВРМ в прицепные было переоборудовано 57 моторных вагонов МТВ-82. Указом Президиума Верховного Совета СССР бригадиру электрослесарей В. Г. Сергееву присвоено звание Героя социалистического труда.
- 1972 — открыта 2 октября новая трамвайная линия, связавшая районы Уралмаша и Сортировки по ул. Бебеля, по новой линии сначала пустили маршрут № 24 «7 ключей — Машиностроителей», затем к концу года — № 6 «Машиностроителей — Вокзал» и 19 «ВИЗ — УЗТМ». Открыто трамвайное движение до ул. Фрезеровщиков. Пущен трамвайный маршрут № 25 «Вторчермет — ул. Фрезеровщиков». В Северном депо списаны последние вагоны серии Х. По приказу № 12 от 12 января ВРМ и ЮТД были объединены. Все вопросы административного руководства Южного депо и ВРМ были возложены на И. И. Мячина. С пуском профтехучилища к концу 1972 года планировалось подготовить 340 водителей трамвая, троллейбуса и слесарей по ремонту. С 1 по 31 марта в СТТУ проводился смотр-конкурс на лучшего по профессии среди водителей СТТУ.
- 1973 — начало строительства в феврале и ввод к 250-летию города (18 ноября) в эксплуатацию новой трамвайной линии по ул. Радищева и Белореченской до ул. Волгоградской. Открыт трамвайный маршрут № 26 «УПИ — ул. Волгоградская», до момента пуска подстанции 22 в пер. Встречном, с 20 мин. интервалом ходили лишь 4 поезда из двух новых вагонов Т3, после поездов стало 10, также все новые Т3, интервал 9 минут, на линию (возможно в 1974) перевели 1-й маршрут. Остановка «Юго-западная» называлась Сад «Опытник». Силами ВРМ на базе вагона МТВ-82 созданы вагон-вышка для ремонта и обслуживания контактной сети и грузовой вагон. Началась постепенная замена устаревших вагонов серий МТВ-82 и Т2, вагонами Т3. Пущены подстанции № 19, № 22.
- 1974 — пущена подстанция № 21. Протяжённость трамвайных путей в городе — 154,5 км. 21 ноября во Дворце Молодёжи проходил первый городской слёт наставников. Передовики и ветераны поделились опытом трудового воспитания молодёжи. За 45 лет на трамвае перевезено 7 миллиардов пассажиров. Маршрут № 20 после гостиницы «Исеть» направлен по ул. Луначарского и ул. Уральской (ранее трамваи этого маршрута ходили по просп. Ленина и ул. Гагарина через УПИ.
- 1975 — в Северном депо списаны вагоны Киевского производства КТВ-55/КТП-55, а в Южном — все трёхдверные вагоны Т2. Пущены подстанции № 24, № 25. Тяговые подстанции № 3, 6, 10, 19, 21, 24, 25 были переведены на работу без обслуживания персонала. Три подстанции переведены на телеуправление. Они «закрыты под замок» и управляются по каналам связи с головных подстанций. На подстанциях эксплуатируется аппаратура системы «Радиус». Проведено обследование пассажиропотоков в ТТУ с целью рационального распределения подвижного состава. Построен второй путь на линии 11 маршрута, от ВИЗа до улицы Викулова.
- 1976 — пущена подстанция № 23. Поступил новый снегоочиститель ГС-4 постройки Безымянского завода (г. Куйбышев). Трамвай № 2 стал с конца года ходить до ул. Фрезеровщиков, маршруты № 19 и № 24 поменяли конечные на Уралмаше (теперь маршрут № 19 стал ходить до Машиностроителей, а маршрут № 24 — до пл. 1 Пятилетки (УЗТМ). Появились поезда из трёх вагонов Т3 (маршрут 26).
- 1977 — пуск 17 марта трамвайной линии на Керамический завод (сюда перенаправлен маршрут № 25, а в следующем году — № 1 и № 9). На городских маршрутах работают: 91 вагон серии МТВ-82, 42 прицепных вагона серии МТВ-82 (двухвагонные поезда из вагонов серии МТВ-82 выпускаются маршруты 8, 11, 22; кроме того, МТВ-82 выходят на маршруты 7, 12, 16, 17, 19, 24; примерно до этого года встречались также на 5 и 13, ещё раньше — на 6), 33 вагона Т2 (выходят на 4, 9, 10, 15 и 18 маршруты, ранее (примерно до 1975 года) были на 3, 20 и 21), 18 вагонов серии К2 (выходят на 4, 15 и 18 маршруты, один вагон на 5), 227 вагонов серии Т3. Пущены подстанции № 27, № 30. На базе двухвагоного поезда МТВ-82 создан поливочный трамвай.
- 1978 — из Чехословакии стали поступать трамвайные вагоны Т3 в трёхдверном варианте. В 1978 году поступило 66 таких вагонов. Действуют 26 трамвайных маршрутов: 1. Керамический завод — Волгоградская, 2. ВИЗ — Фрезеровщиков, 3. ЦПКиО — Толмачёва — Управление дороги — Московская — ЦПКиО, 4. Южная — Шарташ, 5. УЗТМ — Южная, 6. Машиностроителей — Ленина — Гостиница «Исеть» — Вокзал — Толмачёва — Ленина — Машиностроителей, 7. Семь Ключей — Эльмаш, 8. Машиностроителей — Луначарского — Втузгородок, 9. ВИЗ — Керамический завод, 10. ЦПКиО — Семь Ключей, 11. ВИЗ — Электростанция, 12. ВИЗ — УЗТМ, 13. Семь Ключей — ВТУЗгородок, 14. Эльмаш — ВТЧМ, 15. ВТЧМ — Втузгородок, 16. Шарташ — Эльмаш, 17. Машиностроителей — Эльмаш, 18. ВИЗ — Шарташ, 19. ВИЗ — Машиностроителей, 20. ЦПКиО — Шарташ, 21. ЦПКиО — Московская — Управление дороги — Толмачёва — ЦПКиО, 22. Машиностроителей — Луначарского — УПИ — Машиностроителей, 23. Втузгородок — Уральская — Вокзал — Московская — Толмачёва — Вокзал — Втузгородок, 24. УЗТМ — Семь Ключей, 25. Керамический завод — Фрезеровщиков, 26. Волгоградская — Толмачёва — Вокзал — УПИ — Ленина — Волгоградская.
- 1979 — в конце января закрыто движение трамваев по ул. Толмачёва и Я. Свердлова, затем сняты трамвайные пути с ул. Я. Свердлова (на ул. Толмачёва они сохранялись ещё несколько лет без использования, затем тоже были сняты) — вся улица Я. Свердлова реконструируется. Пущены по ул. Луначарского маршруты трамваев, прежде ходивших по ул. Толмачёва: маршруты № 2 (в оба направления), 3, 23, 26 (в сторону Челюскинцев), 21 (в сторону Ленина); Маршрут № 5 направлен через Московскую по Челюскинцев, а маршрут № 6 укорочен до Оперного театра (трамваи этого маршрута стали разворачиваться на кольце у гостиницы «Исеть». Пущена подстанция № 36. В Южном депо отреставрирован и начал эксплуатироваться экскурсионный трамвайный вагон серии Х. Вместо поездов из моторного и прицепного вагонов МТВ-82 сцепки из вагонов Т3 выходят на маршруты № 8 и № 22.
- 1980 — списаны до конца года последние вагоны старых марок: Т2, К2 (с маршрутов № 4 и № 18), МТВ-82 (с маршрутов Северного депо — № 7, 11, 17, 24). Слишком быстрое и порой неоправданное списание этих вагонов было связано с непропорционально большими поставками вагонов Т3 в конце 1970-х годов (до 55 вагонов в при парке вагонов в 420 единиц). После списания последних МТВ-82 на 11 маршруте начали работать вагоны Т3 с установленными на них старыми токосъёмниками — бугелями, снятыми ранее со списанных МТВ-82. Такая мера была вызвана особенностями контактной сети на линии данного маршрута (в частности — низким провисанием контактного провода в западной части полуострова Малоконный). В день города 18 ноября 1980 экскурсия проведена на маршруте № 5 вагоны 123—124 красно-сине-белой окраски чехословацко-советской дружбы. Трамваи маршрута № 2 в сторону Фрезеровщиков стали ходить по ул. Челюскинцев через вокзал (обратно — как и прежде по Луначарского-Ленина). Временно закрыто движение трамваев от площади Обороны до ЦПКиО. Пуск 30 декабря 1980 трамвайной линии длиной в 7,6 км по ул. Волгоградской и Викулова: начало строительства с марта 1980, к 10 октября проложены рельсы, к началу ноября сдан путепровод над ул. С. Дерябиной, 16 ноября — митинг и пуск 3 вагонов с указателем «тех. рейс», но лишь 30 декабря — открыто регулярное движение по 3 (Площадь Обороны — вокзал — Волгоградская — Площадь Обороны) и 21 маршрутам (в обратном направлении), интервал 20 мин. На базе вагона МТВ-82 создан спецвагон-кран. Каждое из двух депо выпускало по шесть поездов из трёх вагонов (например, 5 и 26 маршруты).
- 1981 — на базе трамвайных вагонов Т3 первых (1963—1964 гг.) годов выпуска созданы: вагон-столовая для питания водителей, вагон-сетеизмеритель и вагон-вышка для обслуживания контактной сети. Получено 28 новых вагонов Т3. Начато внедрение системы АСДУ-Э (автоматизированное диспетчерское управление электротранспортом).
- 1982 — получено 30 новых вагонов Т3. Пущены подстанции № 28, № 31. Восстановлено движение трамваев от площади Обороны до ЦПКиО. Маршрут трамвая № 1 продлён до ВИЗа, а в другую сторону снова стал ходить на старое кольцо «Вторчермет». Маршрут трамвая № 6 продлён от Оперного театра до ЦПКиО.
- 1983 — 15 октября открыто трамвайное движение через мост по ул. Малышева и по ул. Сыромолотова до конечной станции на ул. 40-летия ВЛКСМ, сюда продлены 8, 13, 15 и 23 маршруты. Таким образом, конечная трамвайная станция «Втузгородок» перестала действовать, однако разворотное кольцо на месте станции "Втузгородок" долгое время сохранялось без использования, лишь в начале 2000-х годов кольцо было демонтировано. Пущена подстанция № 39. Протяжённость трамвайных путей в городе составляет 171,05 км 13 января — свердловские электротранспортники первыми в РСФСР ввели в промышленную эксплуатацию первую очередь пускового комплекта АСДУ-Э. ЭВМ стали фиксировать графики движения трамваев в 15 контрольных точках. Начало строительства Юго-Западного трамвайного депо (впоследствии переименованного в Западное).
- 1984 — открыт трамвайный маршрут № 27 «Южная — Вокзал». Поступило 10 новых вагонов Т3.
- 1985 — построен новый трамвайный путепровод по ул. Халтурина в районе ост. Кушвинская, по которому пошли трамваи. Пущены подстанции № 6, 32.
- 1986 — в День Города, в субботу 15 ноября пущена трамвайная линия по ул. Московской от пр. Ленина до ул. Радищева, линия была сдана в спешке, остановки не оборудованы, нет асфальта, кругом — грязь, в этот день, с утра, маршрут № 4 пошёл по ул. Куйбышева и Луначарского, а № 5, 9, 10, 15, 26, 27 — по улицам Радищева и Московской. Позднее были сняты трамвайные пути с ул. 8 Марта от пр. Ленина до ул. Радищева, в связи со строительством станции метро. Открыты трамвайные маршруты № 28 УЗТМ — ул. Фрезеровщиков и № 29 ЦПКиО — Ленина — Вокзал — ЦПКиО. Пущены подстанции № 26, № 41. Вновь открыто трамвайное кольцо на Кушвинской (трамв. № 9). Маршрут № 2 вновь стал ходить через пл. 1905 года в оба направления, а № 23 перестал быть кольцевым: маршрут перенаправлен до ВИЗа, следуя в оба направления через вокзал.
- 1987 — из Чехословакии прибыли первые 5 новых вагонов Т3М с тиристорно-импульсным управлением. Построена трамвайная эстакада по пер. Слесарей. Пущены подстанции № 29, 40. Маршрут № 14 продлён до Керамического завода[28].
- 1988 — освоена эксплуатация трамвайных вагонов Т3М (с начала года все пять вагонов выходят на маршрут № 27). Пущена подстанция № 42. В начале года открыт (и затем периодически закрывался) 30-й маршрут «40-летия комсомола — Шарташ». Маршрут № 9 со второй половины года стал ходить через ул. Волгоградскую на Семь ключей.
- 1989 — из Чехословакии поступило 33 вагона Т3М. Введено в эксплуатацию Западное трамвайное депо. В ноябре открылись кольцевые маршруты трамваев А — «пл. 1905 года — Луначарского — железнодорожный вокзал — пл. 1905-го Года» и Б — в обратном направлении.
- 1990 — создан вагон-струг для очистки трамвайного пути от наледи. Маршрут Б закрыт.

### Постсоветский период
- 1991 — после «павловской» реформы со 2 апреля проезд подорожал с 3 до 15 копеек[29]. Маршрут № 30 прекратил своё существование, а 23-й маршрут продлён до Кушвинской.
- 1992 — пущена 29 октября трамвайная линия по ул. Московской до Дворца Спорта — трамвайный маршрут № 32 «Дворец Спорта — ул. 40 летия ВЛКСМ». В январе-феврале закрыт маршрут трамвая № 9. Из-за кризиса сокращено время работы городского транспорта — вместо работы с 5 час. утра до 2 ночи, теперь с 6 утра и в основном, до 22 час. В мае отремонтирован участок линии от цирка до Фрунзе. Июнь — перекладывают пути на углу ул. Московской и Радищева. В мае проезд стоил уже 1 рубль, а с 1 декабря — 3 рубля.
- 1993 — из Уфы передано 22 вагона Т3М. В Екатеринбурге создан консорциум «СПЕКТР» для организации производства уральского трамвая. С 1 июня проезд в транспорте стоит 5 руб., а в октябре 10 руб. В январе 26-й маршрут продлён до ВИЗа.
- 1994 — из Владикавказа передано 10 вагонов Т3М, после ремонта 8 из них эксплуатируются в Западном трамвайном депо. По программе СПЕКТР началось модернизация вагонов Т3 на ЕТТРЗ и на заводе сварных металлоконструкций (СМК) в Верхней Пышме. Пущена подстанция № 38. В городе 350 трамвайных вагонов. В феврале проезд стоит уже 30 руб., с лета — 100 руб., с 17 октября — 200 руб.
- 1995 — с апреля введено реконструированное кольцо на ул. Волгоградской — перестали быть кольцевыми 3-й и 21-й маршруты трамвая. С середины июня по 1 августа переложены пути по ул. Челюскинцев от железнодорожного вокзала до моста, ремонтируют пути по ул. Радищева и на Вторчермет. В начале октября маршрут № 19 продлён до ул. Волгоградской. С 4 ноября трамвай А стал 31-м (маршрут «40-летия ВЛКСМ — железнодорожный вокзал — пл. 1905-го Года — 40-летия ВЛКСМ»). В вагонах стали появляться кондукторы.
- 1996 — в январе трамвай А вновь ходит по маршруту «40-летия ВЛКСМ — железнодорожный вокзал — пл. 1905-го Года — 40-летия ВЛКСМ», а 31-й «ЦПКиО — Луначарского — железнодорожный вокзал — пл. 1905-го Года — ЦПКиО» (навстречу 29-му), по выходным курсируют 33-й и 34-й маршруты к вещевому рынку «Таганский ряд». В мае-июне переложены трамвайные пути по ул. 8 Марта от Куйбышева до Радищева, затем — по Куйбышева и до ЦПКиО. В конце года появились новые остановки трамвая — «Теплоходный проезд», «Сортировочная», «Металлургов», перенесены пути для строительства вестибюля станции метро «Бажовская». Проезд в транспорте стоит 1000 руб.
- 1997 — к 3 ноября построен новый путепровод для трамвая и троллейбуса по ул. Смазчиков. На заводе «Уралтрансмаш» изготовлен первый образец трамвайного вагона СПЕКТР-1. 29 июня принят новый вагон «Спектр» модели 71-402. 19 августа вагон впервые вышел в опытную эксплуатацию по 19 маршруту. В августе проведён капитальный ремонт трамвайного пути по проспекту Ленина, от ул. К. Либкнехта до ул. Луначарского. В октябре-ноябре — ул. Луначарского, причём 7-13 ноября по ул. Луначарского ходил челноком — двухвагонный трамвай, спереди и сзади — водители, с зажжёнными фарами. Проезд в транспорте стоит 1500 руб. (неденоминированных). Маршрут «А» периодически появляется как «А», или как «31».
- 1998 — трамвайное кольцо «Фрезеровщиков» изменено для расширения дороги, за ненадобностью закрыт маршрут № 28, маршрут 23 продлён до ул. Машиностроителей. В сентябре — после 22:30 трамваи ходят только в дежурном режиме, по 2—3 поезда на маршрут. На 32 маршрута 127 поездов трамваев. После деноминации с начала года проезд стоит 1 руб. 50 коп. В сентябре открыт музей истории ЕТТУ.
- 1999 — 27-й трамвай продлён в начале года до «Керамической». С июня ремонт ветки на Семь ключей.
- 2000 — с 15 января увеличена стоимость проезда — с 1 р. 50 коп. до 2 руб., а с 1 июля — 3 руб. В августе проведён капитальный ремонт трамвайного пути по проспекту Ленина, от ул. К. Либкнехта до ул. Луначарского. 19 августа, в День города Лидии Максимовне Молиной было присвоено звание «Дочь города». Маршрут «А» иногда ходил и по Ленина, вместо Уральской.
- 2001 — с 1 января стоимость проезда увеличена до 4 руб. 1 августа открыта транспортная развязка по перекрёстку улиц Машиностроителей и пр. Космонавтов. 19 октября открыт участок объездной дороги с мостом через р. Исеть у ЦПКиО, с июля к этому времени реконструирована линия у ЦПКиО — на площади перед парком культуры организовано разворотное кольцо, к линии на ул. Мичурина пристроен второй путь, а линия мимо УОМЗа закрыта и демонтирована. Теперь трамваи идут по ул. Мичурина в обоих направлениях. Начало серийного производства трамваев «СПЕКТР-1». Все вагоны этой модели эксплуатируются в Западном депо. Заменены пути по Верх-Исетскому бульвару. Маршрут 29 закрыт.
- 2002 — с лета 3-й и 21-й трамваи вновь стали ходить по большому кольцу («ЦПКиО — Волгоградская — ВИЗ — вокзал — ЦПКиО»), а 26-й трамвай вновь ходит только до «Волгоградской». Летом перекладываются трамвайные пути для новой развязки на Бебеля-Технической. Мэр А. М. Чернецкий подписал постановление о повышении с 1 февраля стоимости проезда до 5 рублей. 19 ноября первый рейс совершил экскурсионный трамвай, он будет курсировать по 15 маршруту, как в будни, так и в выходные дни (за исключением «часов пик»). Трамваи курсируют до 24:00.
- 2003 — Закрыт трамвайный маршрут № 12. 14-15 июня переложены пути и реконструирован перекрёсток улиц Ленина-К. Либкнехта. В середине августа открыт перекрёсток улиц 8 Марта-Большакова (строительство вестибюля станции метро «Бажовская» законсервировано и трамвайные пути перенесены обратно). Пущен первый вагон «Спектр» 71-403 на 18-м маршруте. Освоена эксплуатация вагонов «Спектр» по системе многих единиц, состоялась презентация первого трамвайного вагона модели 71-403. Вновь сокращается время работы — большинство трамваев ходит до 21-22 часов, в 1,5—2 раза увеличены интервалы движения, особенно вечером.
- 2004 — открыт маршрут «5А» (УЗТМ — Шарташ), на маршруте работает один поезд № 103+104 (с 2006 заменён на 158+159), только по рабочим дням в часы пик. Вновь открыт маршрут № 9 «Керамический завод — ЦПКиО».
- 2006 — из-за начала строительства вестибюля станции метро «Чкаловская», перенесены трамвайные пути в районе Южного автовокзала: вагоны идут по западной стороне улицы. 4 ноября изменены пути от ул. Кирова до трамвайного моста, добавлена стрелка на ул. Долорес Ибаррури, 15 декабря закрыта линия по ул. Кирова, 19 декабря открыто движение по улице Долорес Ибарурри (длина линии 0,75 км, вместо ул. Кирова). В декабре на кольце «Фрезеровщиков» состоялась презентация трамвайного вагона модели 71-405.
- 2007 — освоена эксплуатация трамвайного вагона модели 71-403 по системе многих единиц, сцепка 828+827 вышла на 1-й маршрут.
- 2008 — 16 августа вышел для работы с пассажирами трамвайный вагон модели 71-405. Выпускается на маршрут 26. Во второй половине года ремонтировали пути на ул. Белореченской (1-й пошёл тогда через пл. Коммунаров, 26-й во время ремонта и вовсе оборачивался на Южной).
- 2009 — 26 октября запущен новый трамвайный маршрут № 33, сообщением «Дворец Спорта — Московская — Радищева — Куйбышева — Луначарского — Тверитина — ЦПКиО». На новом маршруте работают 4 вагона (3 Т3 и 1 71-402 № 818) с интервалом в час пик около 15 минут. Маршрут работает только по рабочим дням. В ноябре в город поступают новые вагоны 71-405.
- 2010 — 7 новых вагонов 71-405 работают на 5 маршруте. С 25 мая на 19 маршруте, после месячных испытаний, начала работу первая СМЕ из вагонов 71-405 № 829+830, вышедшая на маршрут 19. Работает 12-часовым графиком. В октябре и декабре поступают 2 вагона Т6В5 бывшие в употреблении из Минска. Получили номера 373 и 374.
- 2011 — в середине января выходит на 23 маршрут новый вагон 71-405 № 010. Следом выходит вагон Т6В5 № 373 на 27 маршрут, а с 1 февраля его выпускают на 15. Впоследствии на 15-й маршрут вышел вагон № 374 модели T6B5. В середине февраля из Минска поступает бывший в употреблении вагон Т6В5, получивший № 375. В июне у Южного автовокзала пути были возвращены в центр улицы.
- 2012 — в январе на 8 маршрут выходят новые вагоны 71-405 № 012 и 013, а на 7 — № 011. В феврале такие же вагоны выпускают на 26 (№ 831) и 32 (№ 832) маршруты. В октябре новые вагоны указанной модели выходят на 7 маршрут (№ 014) и на 24 (№ 017). 1 ноября открыта новая трамвайная линия по ул. Юлиуса Фучика до станции метро «Ботаническая». Туда продлевается (от Южной) маршрут 5 (на нём появляется ещё один новый вагон 71-405 № 018) и организуется маршрут 34 — станция метро «Ботаническая» — Керамическая. Новые вагоны 71-405 выходят на 8 маршрут, № 015, а к концу ноября — № 016. Следом выходит вагон Т6В5 № 376 на 10 маршрут. В декабре единственная в городе сцепка из вагонов 71-405 (829+830), прежде ходившая по 19 маршруту, расцепляется. Вагон 829 выходит на 21 маршрут, а 830 — на 18.
- 2014 — В январе в Северное депо поступили новые вагоны 71-405, на одном из которых ранее была установлена система автономного хода. Со 2 января все СМЕ работают только в рабочие дни, по выходным составы расцепляются. С 14 марта на 24-м маршруте начала курсировать новая СМЕ из вагонов 71-405 (021+022), на этом же маршруте работает и третий новый вагон (019). Кроме того, в марте появились новые вагоны на 22 маршруте (023) и 16 (020). К маю на 16 маршрут вышел ещё один новый вагон — 024, а в июне на 5 маршруте появился 025. В августе ЕМУП «ТТУ» объявило о запуске в эксплуатацию всех 13 новых вагонов, поставленных по заключённому в ноябре 2013 года контракту[30].
- 2015 — на 14-й маршрут в качестве эксперимента вышел первый в городе трамвай с полупантографом — сцепка из вагонов 335 (именно он оборудован полупантографом) и 334. 6 октября 2015 года появились вагоны № 980 (модель 71-407-01, односекционный) и № 991 (модель 71-409-01, сочленённый). Сначала оба они ходили по 18 маршруту, а 14 октября вагон № 980 был переведён на 2 маршрут. В дальнейшем оба вагона сняты с маршрутов.
- 2017 — с 20 сентября в связи с реконструкцией моста по ул. Челюскинцев, по ней ходят только маршруты 3 и 21 в соответствующие направления. Маршрут 5 переведён по Уральской на 40-летия ВЛКСМ, 7 — с Эльмаша пущен по Победы на Семь Ключей, 12 — Семь ключей — Халтурина — ВИЗ, 23 — вместо Челюскинцев движется по Луначарского и Ленина, 27 — переведён на Халтурина до Кушвинской, 32 — вместо Челюскинцев движется по Ленина, А — закрыт. 11 декабря открыта новая линия от площади Коммунаров мимо Вечного огня и далее по ул. Татищева[31]. По новой линии пошли трамваи 2 и 18 маршрутов. Основная цель создания этой линии — улучшение транспортной доступности стадиона «Екатеринбург-Арена».
- 2019 — с января в городе появились трамваи новой модели 71-407. Вагон этой модели 035 работает на 5 маршруте, 036 — на 2 маршруте, а вагоны 032, 033 и 034 постоянно меняются на 2, 5, 17 и 24 маршрутах. С 17 мая движение трамваев по улице Челюскинцев полностью закрыто в оба направления[32]. С 14 октября на ул. Челюскинцев возвратились маршруты 3, 7 и 23 (только по одному пути в сторону Московской), на обратном пути трамваи маршрута 7 и 23 идут по Ленина и Луначарского[33][34]. На городских маршрутах проходили испытания вагоны новых моделей: в мае и июне на 5 маршруте вагон 71-412 № 299, а с августа на 26 — вагон 71-415 № 993. 31 июля 2019 подписано Постановление об утверждении проекта трамвайной линии протяжённостью 6,7 километра, от проспекта Сахарова по улицам Вильгельма де Геннина, Серафимы Дерябиной, Токарей до ул. Волгоградской, с пуском в 2023 году[35].
- 2020 — 9 октября на 18 маршрут для эксплуатационных испытаний вышел новый трёхсекционный трамвай модели 71-418 № 395 с первыми пассажирами.[36][37].
- 2021 — С 17 февраля кольцо «Южная» выведено из эксплуатации, до этого маршрут 4 перенаправлен к метро «Ботаническая». После открытия моста на Челюскинцев, с 1 ноября 2021 маршруты 7 и 23 восстановлены в обоих направлениях, 21 — от вокзала к Московской, и 32 — от Московской к вокзалу (5 и 27 остались на других маршрутах).[38]. В ноябре 2021 началось строительство первой очереди линии в Академический район от улицы Академика Парина до улицы Волгоградской.
- 2022 — с 25 января трамвай 71-418 в тестовом режиме начал курсировать по маршруту № 18[39]. 31 августа открыто движение трамваев между Екатеринбургом и Верхней Пышмой.[40]
- С 2022 года началось строительство трамвайной ветки длиной 1,7 километра, соединяющей остановку «Мусоргского» и новую остановку «ул. Лучистая» в микрорайоне Солнечном в районе улицы Чемпионов[41][42].
- 2023 — С 1 августа 2023 года номера маршрутов 22, 25, 26, 27, 32, 33, 34 и 5А отменяются. Маршруты 2 и 24 перенаправляются на станцию Эльмаш, маршрут 5 — на Шарташ, 14 — на Фрезеровщиков. Маршрут 9 сокращается до станции метро Ботаническая. Маршрут 32 меняет номер на 12 (40 лет ВЛКСМ — Дворец Спорта), 26 - на 16 (Волгоградская — УрФУ), 27 на 17 (Керамик — Фармацевтический колледж). Маршрут 22 закрыт[43]. 16 августа 2023 года на линии в Академический район состоялась прогонка технического трамвая[44]. С 6 сентября 2023 года началась техническая обкатка линии[45]. В ноябре 2023 года на линию вышли вагоны марки 71-415М[46]. 3 ноября 2023 года началась техническая обкатка линии в Солнечный микрорайон[47]. Движение по линии длиной 4,5 км[48] в однопутном исчислении в Академический район было запущено 23 декабря, был изменён маршрут № 1 «Академика Парина – Вторчермет»[49], на линии 12 поездов, переполненные пассажирами в часы пик[50].
- 2024 — 16 января состоялась прогонка технического вагона в Солнечный микрорайон[51]. С 17 февраля было запущено движение в Солнечный микрорайон, изменён маршрут №9 «метро Ботаническая — ул. Лучистая», протяжённость линии 1,5 км[52][53].
- 2025 — ожидается передача в концессию строительства нового трамвайного депо, а также строительство новой линии длиной 24,5 км в однопутном исчислении[54]. 14 февраля в общественное слушание передан проект трамвайной линии от трамвайного кольца на улице  Фучика до жилого района Новокольцовский[55].

## Перспективы развития
По договору концессии в Академическом районе планируется продлить действующую линию на Широкую Речку, где построят разворотное кольцо и депо, протяжённость участка — 4,2 км. Другое ответвление пройдёт по широкому проспекту Академика Сахарова. В микрорайоне Солнечный линию продлят ещё на 3,5 км до улицы Нескучной вблизи развязки с ЕКАД, на ней появятся ещё пять остановок.

## Маршруты
По состоянию на февраль 2025 года в Екатеринбурге функционируют следующие трамвайные маршруты:
| Действующие маршруты |                                                                  | | |
| №                    | Конечные пункты                                                  | Маршрут следования                                                                                  | Примечание |
| 1                    | Академика Парина — Вторчермет                                    | Вильгельма де Геннина — Серафимы Дерябиной — Волгоградская — Радищева — 8 марта — Вторчермет        | |
| 2                    | Эльмаш — ВИЗ                                                     | Татищева, Ленина, Луначарского                                                                      | |
| 3                    | ЦПКиО — ВИЗ — ЦПКиО                                              | туда через Вокзал, обратно через Волгоградскую. Кольцевой маршрут                                   | |
| 4                    | Станция метро «Ботаническая» — Шарташ                            | через Куйбышева, Луначарского                                                                       | |
| 5                    | Площадь 1-й Пятилетки — Шарташ                                   | через Космонавтов, Уральскую                                                                        | |
| 6                    | ЦПКиО — Машиностроителей                                         | через пл. 1905 года — Бебеля                                                                        | |
| 7                    | Эльмаш — 7 ключей                                                | по Челюскинцев                                                                                      | |
| 8                    | 40 лет ВЛКСМ — Машиностроителей                                  | через гостиницу «Исеть» — проспект Космонавтов — Победы                                             | |
| 9                    | Улица Лучистая — метро Ботаническая                              | 2-я Новосибирская — Новосибирская — 8 марта — Юлиуса Фучика                                         | |
| 10                   | ЦПКиО — 7 ключей                                                 | через Радищева — пл. Коммунаров                                                                     | |
| 11                   | Зелёный остров — ВИЗ                                             | по Татищева                                                                                         | по берегу Верх-Исетского пруда; часть маршрута проходит по однопутной линии                                                                                         |
| 12                   | 40 лет ВЛКСМ — Дворец Спорта                                     | через Московскую, Челюскинцев                                                                       | |
| 13                   | 40 лет ВЛКСМ — 7 ключей                                          | через пл. 1905 года                                                                                 | |
| 14                   | Керамическая — Фрезеровщиков                                     | через Куйбышева, Луначарского, 8 марта                                                              | |
| 15                   | 40 лет ВЛКСМ — Вторчермет                                        | через пл. 1905 года — Московскую — Радищева                                                         | |
| 16                   | Волгоградская — УрФУ — Волгоградская                             | через Ленина, Луначарского, Уральскую. Кольцевой маршрут                                            | |
| 17                   | Керамическая — Фармацевтический колледж                          | Через Радищева, Московскую, Виз-Бульвар. Далее трамвай идёт до конечной «Фармацевтический колледж». | |
| 18                   | Волгоградская — Шарташ                                           | Викулова — Татищева — Ленина — Гагарина                                                             | |
| 19                   | Волгоградская — Машиностроителей                                 | через Бебеля; на обратном пути заходит на ВИЗ                                                       | |
| 20                   | Шарташ — ЦПКиО                                                   | через Луначарского, Уральскую                                                                       | |
| 21                   | ЦПКиО — Волгорадская — Кирова — Дворец Молодёжи — вокзал — ЦПКиО | по Челюскинцев                                                                                      | |
| 23                   | Машиностроителей — 40 лет ВЛКСМ                                  | по Челюскинцев                                                                                      | |
| 24                   | Эльмаш — 7 ключей                                                | через Победы                                                                                        | |
| 333                  | Фрезеровщиков — Трамвайное кольцо                                | Шефская — улица Архитектора Соколова — Успенский Проспект                                           | Единственный междугородний трамвай в России Стоимость проезда зависит от продолжительности поездки и стоит от 22 рублей до 38,5 рублей См. Верхнепышминский трамвай |

### Закрытые маршруты
| №  | Маршрут следования | Дата закрытия |
| -- | --- | ------------- |
| 5а | Площадь 1-й Пятилетки — Шарташ через Космонавтов, Уральскую по рабочим дням в часы пик | 2023          |
| 22 | Машиностроителей — Машиностроителей Победы — Луначарского — Уральская — Победы Кольцевой маршрут. По рабочим дням весь день, в выходные с 12 до 20 часов. В рамках транспортной реформы объединён с маршрутом №8. | 2023          |
| 25 | Керамическая — Фрезеровщиков через Куйбышева, Луначарского. В рамках транспортной реформы объединён с маршрутом №14, маршруты почти полностью дублировали друг друга.                                             | 2023          |
| 26 | Волгоградская — Волгоградская пл. 1905 года — Луначарского — Уральская — УрФУ — пл. 1905 года. Кольцевой маршрут. Номер изменён на 16                                                                             | 2023          |
| 27 | Кушвинская — Керамическая Халтурина — ВИЗ-бульвар — Московская — Радищева — 8 Марта — Титова. Номер изменён на 17                                                                                                 | 2023          |
| 28 | Площадь 1-й Пятилетки — Фрезеровщиков | 1998          |
| 29 | Временный ЦПКиО — метро «Ботаническая» | 2017          |
| 30 | 40-летия ВЛКСМ — Шарташ | 1991          |
| 31 | ЦПКиО — Луначарского — Челюскинцев — Московская — Ленина — ЦПКиО | 1996          |
| 32 | Дворец спорта — 40 лет ВЛКСМ туда: Московская — Челюскинцев — Уральская — 40 лет ВЛКСМ; обратно: Уральская — Луначарского —Куйбышева — Московская. Номер изменён на 12                                            | 2023          |
| 33 | Дворец спорта — ЦПКиО через Радищева, Куйбышева. | 2023          |
| 34 | Станция метро «Ботаническая» — Керамическая. По Фучика, 8 Марта | 2023          |
| А  | Кольцевой 40-летия ВЛКСМ — Уральская — Вокзал — Ленина — 40-летия ВЛКСМ | 2017          |
| Б  | Ленина — Московская — Челюскинцев — Луначарского | 1990          |

## Подвижной состав
| Модель                 | Всего | Работают |
| ---------------------- | ----- | -------- |
| Tatra T3SU             | 236   | 225      |
| Tatra T6B5SU           | 67    | 62       |
| Tatra T3SU двухдверная | 62    | 61       |
| 71-405                 | 26    | 20       |
| 71-402                 | 15    | 5        |
| 71-403                 | 9     | 7        |
| 71-405-11              | 8     | 3        |
| 71-407-01              | 5     | 5        |
| 71-639 «Кастор»        | 2     | 2        |
| 71-911ЕМ «Львёнок»     | 2     | 2        |
| 71-415                 | 1     | 0        |
| 71-665 «80 лет Победы» | 1     | 1        |
| Всего:                 | 434   | 393      |

В регулярной эксплуатации на июль 2025 года находятся: Tatra T3SU — 286 вагонов (72 % подвижного состава, все вагоны старее 1998 года прошли капремонт, в том числе самый старый, 1974 года), Tatra T6B5SU — 62 (итого на Татры приходится 88 % подвижного состава), 71-402 — 15, 71-403 — 9, 71-405 — 26, 71-407-01 — 5. Всего 434 (393 действующих) вагонов — это третье место в России после Москвы и Санкт-Петербурга.
Также в городе работают 43 служебных вагона моделей МТВ 82, тип Х, Tatra T3SU, 71-605 (КТМ 5) и другие вагоны (специальные модификации).

До 2011 года подвижной состав постепенно обновлялся, но наиболее распространённой моделью трамвая в городе по-прежнему была Tatra T3. В 2010—2012 годах были поставлены бывшие в употреблении вагоны Tatra T6B5, ранее работавшие в Минске. 
 В 2018 обновление подвижного состава продолжилось: в конце года было закуплено 5 новых вагонов 71-407-01, с начала 2019 они выходят на маршруты 2, 5, 17 и 24.
В 2024 году был куплен один вагон модели 71-639 «Кастор» производства УКВЗ. В тестовом режиме вагон работает на 18 маршруте под номером 850.
В декабре 2024 года был куплен один вагон 71-911ЕМ «Львёнок» производства ПК Транспортные системы. С 24 января работает на 15 маршруте, номер вагона 400.

## Депо
Все пассажирские вагоны Екатеринбурга (кроме брендированных) имеют красную полосу под оконной линией, причём фон может варьироваться от белого до насыщенно жёлтого, а красный — от алого до вишнёвого. Служебные вагоны окрашены в песочный с ярко-синий полосой. 
На трамваях Екатеринбурга применяется трёхзначная нумерация. 
Распределение инвентарных номеров вагонов и принадлежность к депо: 001—299 — Северное трамвайное депо; 300—599 — Южное трамвайное депо; 600—899 — Западное трамвайное депо; 1—20 — снегоочистители; 26, 901—970 — служебные. 

### Южное трамвайное депо
Южное трамвайное депо — самое старое в городе. При проектировании первой трамвайной линии в 1920-х годах было решено разместить трамвайный парк на южной окраине города, на Цыганской площади в районе нынешней улицы Фрунзе. Строительство депо развернулось весной 1929 года. Фактически на площадке Южного депо размещаются три крупных подразделения ЕМУП «ТТУ» — собственно депо, вагоноремонтные мастерские и служба пути.
На балансе депо находятся 140 пассажирских вагонов, из них 120 вагонов типа Т-3SU и 20 вагонов Т6B5SU. Ежедневно на маршруты выпускается 111 вагонов. Также в депо имеется 10 спецвагонов. Единственный сохранившийся в городе вагон МТВ-82 приписан именно к Южному депо. Кроме того, в музее депо можно увидеть: единственный сохранившийся на сегодняшний день вагон K2SU, несколько старых снегоочистителей, маневровый вагон серии «Х», платформу, сделанную из вагона КМ (возможно, старейший вагон в городе[мнение излагается как факт]).
Депо обслуживает маршруты 1 (совместно с Западным), 4, 9, 10, 14, 15, 17, 20.

### Северное трамвайное депо
Открыто в 1959 году. Место для него было выбрано на проспекте Космонавтов, в районе остановки «1-й километр» (ныне «Техучилище»). Северное депо является самым большим в городе и по территории, и по количеству подвижного состава. Оно лидирует также и по многим производственным показателям.
К депо приписаны 169 пассажирских вагонов, из них 145 вагонов типа Т-3SU, 2 вагона 71-403, 22 вагонов 71-405, 5 спецвагонов и 6 снегоочистителей. Специальный подвижной состав состоит только из вагонов Т-3SU. На территории депо располагается учебный центр Екатеринбургского ТТУ, поэтому на балансе парка числятся 3 учебных вагона (№ 958, 959, 960).
Депо обслуживает маршруты 2, 5, 7, 8, 13, 23, 24.

### Западное трамвайное депо
Западное депо создано позже остальных — в 1989 году. Северное и Южное депо могли принять 300 вагонов, а в 1985 году в городе их уже было 450. Особенно тяжёлая ситуация сложилась в Южном депо, которое было переполнено более чем вдвое. Сегодня в депо работает около тысячи человек, из них 245 водителей, 385 кондукторов, 191 ремонтник. В структуре депо два ремонтных цеха — профилактического обслуживания (ЦПО) и плановых ремонтов (ЦПР).
К депо приписаны 152 пассажирских вагона. Основу парка традиционно составляют вагоны Т-3SU (69 штук). Также есть 51 вагон Т6B5SU, 20 вагонов 71-402, 7 вагонов 71-403, 5 вагонов 71-405, 1 вагон 71-639 «Кастор», 5 спецвагонов и 6 снегоочистителей.
Депо обслуживает маршруты 1 (совместно с Южным), 3, 6, 11, 12, 16, 18, 19, 21.

### Перевозка пассажиров
В таблице представлено количество пассажиров перевезённых за год в миллионах человек.
| Год       | 1995  | 2000  | 2005  | 2006  | 2007  | 2008  | 2009  | 2010  | 2011  | 2012  | 2013 | 2014 | 2015 | 2016 | 2017 | 2018 | 2022 | 2023 |
| млн.пасс. | 217,6 | 224,5 | 202,2 | 188,2 | 181,6 | 179,7 | 115,8 | 105,2 | 106,9 | 100,0 | 93,7 | 89,4 | 86,7 | 84,2 | 81,9 | 78,5 | 67,3 | 69,1 |

## Критика

### Сокращение выпуска на маршруты. Перевод маршрутов на работу в часы пик
В январе — начале февраля 2017 имело место сокращение выпуска вагонов на маршруты, почти все двухвагонные составы были расцеплены и по будним дням. ТТУ такую оптимизацию объясняло дефицитом водителей и кондукторов на предприятии. Причины кроются в низкой заработной плате (более чем в 2 раза ниже, чем в среднем по городу) и в высоких требованиях к сотрудникам при такой заработной плате. 8 февраля, на следующий день после отмены планировавшейся транспортной реформы работа двухвагонных составов была восстановлена.
18 марта 2017 г. произошло сокращение выпуска вагонов на маршруты 9, 17, А. Данные маршруты стали работать только по будним дням в часы пик. Также в выходные дни не работают маршруты 5А и 33. Маршрут 22 по выходным дням работает с 12 до 20 часов.

### Проблемы с регулярностью движения
В последнее время ежедневно происходят проблемы с регулярностью движения трамваев в городе. В качестве основных проблем можно отметить следование не по маршруту, сокращение трассы маршрута. В вечернее время не редки случаи, когда трамваи в центральной части города следуют до ост. Гостиница «Исеть»/Оперный Театр. Далее по своему же маршруту в обратном направлении. В районах «Юго — Западный», «ВИЗ» значительная часть трамваев уже после 19:00 следуют до Западного депо. На маршрутах 3, 21 интервалы движения могут достигать 90 минут в любое время дня. Очень часты случаи, когда трамваи этих маршрутов не проезжают кольцо полностью, а следуют только до ост. ВИЗ, а далее меняют маршрут. Часто маршрут 3 меняется на 21 и наоборот. Возврат денег пассажирам в данном случае затруднён. Маршрут 18 после открытия новой линии по ул. Татищева стал работать с большими перерывами на обед в Западном депо утром и вечером (2 часа и более). На маршруте установились большие интервалы. В дальнейшем эти интервалы были сокращены, но большинство рейсов с 5 до 14 часов по-прежнему следуют от Западного депо до ост. Шарташ без заезда на ост. Волгоградская. Аналогичные проблемы с обедами в Западном депо в дневное время были на маршруте 1 до ввода диспетчерского пункта на конечной станции «Академика Парина».

### Простои на светофорных объектах, низкая скорость движения
В последние годы по всему городу в местах пересечения трамвайных путей с дорогами производится установка светофорных объектов в местах, где необходимость в них отсутствует. Например, на ул. Викулова на участке между остановками Металлургов — Плотников — Новомосковская, на котором трафик автомобилей минимален, светофоры установили на расстоянии 200 метров друг от друга (на одном участке у ост. Новомосковская расстояние между светофорами составляет 90 метров). В результате время следования трамвая на данном участке увеличилось в три раза. Большинство светофорных объектов в городе настроено на безусловный приоритет автотранспорта перед трамваем, в часы пик для автотранспорта в центральной части города включаются «зелёные волны» длительностью 99 секунд.
После реконструкции транспортного узла пр-кт Ленина — ул. Московская значительно затруднился проезд данного участка. Для проезда трамваев на этом перекрёстке выделен минимальный интервал (15 секунд для трамвая, 80 для автомобилей), в который успевает проехать лишь один трамвай. В результате на данном участке образуется пробка из трамваев.

### Массовое перекрытие путей в 2019 году
В связи с ремонтом и реконструкцией дорог и улиц летом — осенью 2019 года массово ограничивалась или временно прекращалась работа трамвайных маршрутов в разных районах города. Сроки приостановки движения на отдельных участках могли достигать месяца. С 16 сентября в течение месяца полностью прекращена работа трамваев в районе Эльмаш.

## Перспективы

### Академический район
Мэр неоднократно заявлял о планах расширения трамвайной сети в Академическом, которое должно включать в себя строительство нового депо и линий. 

### Верх-Исетский район
В связи с перспективным расширением улицы Татищева и обустройства набережной Верх-Исетского пруда, планируется перенос однопутной части маршрута № 11 дальше от берега. При этом не уточняется, в каком виде восстановят движение — однопутным или двухпутным. Жители города восприняли эту идею крайне негативно, поскольку линия проходит в очень живописном месте. Споры ещё ведутся

## Музей
На территории Южного трамвайного депо расположен Музей истории развития трамвайно-троллейбусного управления Екатеринбурга. В музее представлены обраты четырёх исторических трамвайных вагонов:Х, МТВ-82, Tatra T2 и Tatra K2 (единственный сохранившийся в России экземпляр).